# Mary Grant Carmichael
Pour les articles homonymes, voir Carmichael.
Mary Grant Carmichael, née en 1851 à Birkenhead près de Liverpool et morte le 17 mars 1935, est une compositrice anglaise, peut-être d'origine irlandaise[évasif].

## Biographie
Mary Grant Carmichael est formée en France et en Suisse, et plus tard à Munich. Après avoir achevé sa formation musicale, elle travaille comme accompagnatrice et meurt à Londres,.

## Compositions (sélection)
Carmichael est connue comme compositrice de chansons et de pièces pour piano.
- Cradle song (quatre chansons) (texte William Blake)
- Infant Joy (en) (texte William Blake)
- Introduction to the Songs of Innocence (texte William Blake)
- It is the hour (texte Lord Byron)
- Merrily flute and loudly (premier jeu extrait du Book of Songs) (texte d'après Heinrich Heine)
- My faint spirit, op. 12 (texte Percy Bysshe Shelley)
- So loved and so loving, op. 8 no. 1 ((second jeu) extrait du Book of Songs) (texte d'après Heinrich Heine)
- Sweetheart, sigh no more (texte Thomas Bailey Aldrich)
- The blossom (quatre chansons) (texte William Blake)[3].